# Final Fantasy VII Rebirth
Final Fantasy VII Rebirth, parfois abrégé en FF7 ou FFVII avec la mention Rebirth, est un jeu vidéo développé par Square Enix Creative Business Unit I et édité par Square-Enix sorti le 29 février 2024 sur PlayStation 5 puis le 23 janvier 2025 sur Microsoft Windows. Suite de Final Fantasy VII Remake, il s'agit de la deuxième partie du remake de Final Fantasy VII.

## Trame

### Univers
Le jeu se déroule après les événements de Final Fantasy VII Remake où le groupe quitte Midgar à la poursuite de Séphiroth. L'aventure suit les événements décrits dans la version originale Final Fantasy VII sortie en 1997, tout en apportant des améliorations à la fois scénaristiques, artistiques et techniques. Contrairement à Final Fantasy VII Remake, Final Fantasy VII Rebirth évolue dans un univers en monde ouvert permettant de visiter des lieux emblématiques et agrémentés .

### Personnages
Par rapport à Final Fantasy VII Remake, Final Fantasy VII Rebirth apporte des personnages supplémentaires avec un gameplay inédit, en plus des personnages déjà présents :
- Cloud Strife
- Tifa Lockhart
- Aerith Gainsborough
- Barret Wallace
- Red XIII (était non jouable mais présent en combat)
- Yuffie Kisaragi (était jouable avec le DLC Intermission)
- Cait Sith (était apparu en cinématique sans Gros Mog)
- Zack Fair (était apparu en cinématique)

D'autres personnages de l’œuvre originale font leur première apparition en non jouables :
- Vincent Valentine
- Cid Highwind

## Système de jeu
Contrairement à Final Fantasy VII Remake, Final Fantasy VII Rebirth évolue dans un monde ouvert tout en conservant une logique de chapitrage. Le système de jeu reprend les bases de Final Fantasy VII Remake en ajoutant des éléments stratégiques et techniques incitant le joueur à combiner les synergies entre les personnages déclenchant des attaques et des effets bénéfiques inédits.
Comme pour la plupart des Final Fantasy, Final Fantasy VII Rebirth est un jeu narratif. Le système de jeu sert les enjeux scénaristiques. Les aspects interactifs sont un prétexte à avancer pour raconter une histoire ou approfondir l'univers.
Les phases d'avancement sont découpées de manière assez distinctes :
- Les phases scénaristiques où l'histoire avance à grands pas, souvent positionnée en ouverture et fermeture de chapitre ;
- Les phases de "donjon" où le joueur est limité aux actions et aux lieux définis par l'histoire (le cheminement est en général ralentit par des énigmes, des miniboss et des boss) ;
- Les phases d'exploration où le joueur est invité à faire une pause scénaristiques pour effectuer quelques challenges, explorer les immenses cartes, à effectuer des quêtes annexes et des mini-jeux, etc.

Le monde ouvert apporte également son lot de gameplay propre permettant d'utiliser des moutures adaptées à leur environnement immédiat faisant directement référence aux fonctionnalités présentes dans Final Fantasy VII paru en 1997.

## Développement
Suite de Final Fantasy VII Remake sortie en 2020, il s'agit de la deuxième partie du projet de remake de Final Fantasy VII, sorti sur PlayStation et PC en 1997.
Il est dévoilé en juin 2022 lors d'une présentation célébrant le 25e anniversaire de Final Fantasy VII.
Un trailer de gameplay est montré lors du Summer Game Fest 2023 avec une date de sortie prévue pour le début d'année 2024,.
En septembre 2023, une date de sortie est annoncée pour le 29 février 2024 sur PlayStation 5. Une troisième partie, dont le titre n'est pas dévoilé, viendra poursuivre les aventures de Final Fantasy VII Rebirth.
En novembre 2023, une version jouable par le public est présentée au Paris Game Week.
Une démo est disponible le 7 février 2024 sur le PlayStation Store. Celle-ci est scindée en deux parties. La première partie permet de lancer le début du premier chapitre de Final Fantasy VII Rebirth. La deuxième partie, parue quelques jours plus tard, débloque partiellement l'exploration de la région de Junon en débloquant en avance des fonctionnalités. À la sortie officielle de Final Fantasy VII Rebirth, des invocations, des objets supplémentaires et la possibilité de sauter le début du chapitre 1 étaient mis à disposition des joueurs qui avaient des sauvegardes de Final Fantasy VII Remake et de la démo.

## Accueil
Final Fantasy VII Rebirth reçoit un accueil extrêmement favorable de la presse, recueillant la note de 92/100 sur l'agrégateur Metacritic sur la base de 128 critiques.